# Rivière à la Dame
Pour les articles homonymes, voir Dame.
La rivière à la Dame est un affluent de la rivière du Sault aux Cochons, coulant sur la rive Nord-Ouest du fleuve Saint-Laurent, dans le territoire non organisé Lac-au-Brochet, dans la municipalité régionale de comté (MRC) de La Haute-Côte-Nord, dans la région administrative de la Côte-Nord, dans la Province de Québec, au Canada. Le cours de cette rivière descend entièrement dans la Zec de Forestville.
À partir de la route 138, la route forestière R0952 remonte par la rive Sud la vallée de la rivière du Sault aux Cochons, en passant devant l’embouchure de la rivière à la Dame. Une route forestière provenant du lac Nicette rejoint le lac à la Dame (tête de la rivière). Une autre route forestière secondaire vient du Sud-Est pour accéder au cours intermédiaire de la rivière,,.
La foresterie constitue la principale activité économique du secteur ; les activités récréotouristique, en second.
La surface de la rivière à la Dame est habituellement gelée de la fin novembre au début avril, toutefois la circulation sécuritaire sur la glace se fait généralement de la mi-décembre à la fin mars.

## Géographie
Les principaux bassins versants voisins de la rivière à la Dame sont :
- côté Nord : Petite rivière Ouelette, rivière Nicette, lac Nicette, lac Ouelette, rivière Ouelette, rivière Betsiamites ;
- côté Est : rivière aux Pins (rivière Laval), lac Nazaire, ruisseau Nazaire, rivière Ouelette, rivière Laval ;
- côté Sud : rivière du Sault aux Cochons, ruisseau aux Chiens, ruisseau Savard, ruisseau Lecourt, ruisseau Perdu, ruisseau Marcoux, rivière Portneuf (Côte-Nord) ;
- côté Ouest : rivière du Sault aux Cochons, rivière Nicette, lac Nicette, ruisseau Butler, ruisseau à Truchon, rivière Isidore, rivière Isidore Est[2].

La rivière à la Dame prend sa source à l’embouchure du « Petit lac à la Dame » (longueur : 0,5 km ; altitude : 392 m), en zone forestière.
L’embouchure de ce lac de tête est située à :
- 41,6 km d’une baie du Sud-Est du réservoir Pipmuacan ;
- 33,0 km au Sud-Est du centre du village de Labrieville ;
- 11,8 km au Nord-Ouest de l’embouchure de la rivière à la Dame (confluence avec la rivière du Sault aux Cochons) ;
- 40,7 km au Nord-Ouest de la confluence de la rivière du Sault aux Cochons et du fleuve Saint-Laurent, à Forestville ;
- 53,6 km au Sud-Ouest de l’embouchure de la rivière Betsiamites[2].

À partir de l’embouchure du lac de tête, la rivière à la Dame coule généralement dans une vallée encaissée en zones forestières, vers le Sud-Est jusqu’au lac Maurice, puis vers le Sud, sur 13,9 km selon les segments suivants :
Cours supérieur de la rivière à la Dame (segment de 5,8 km
- 0,4 km vers le Sud-Ouest en traversant sur 0,3 km la partie Est du lac à la Dame (longueur : 0,9 km ; altitude : 376 m) sur sa pleine longueur, jusqu’à son embouchure ;
- 2,0 km vers le Sud en traversant le lac Gamelin (longueur : 0,3 km ; altitude : 330 m) sur sa pleine longueur, jusqu’à son embouchure ;
- 0,6 km vers le Sud-Est en traversant un lac non identifié (longueur : 0,7 km ; altitude : 330 m) sur sa pleine longueur, jusqu’à son embouchure. Note : ce lac est entouré de marais ;
- 1,2 km vers le Sud, notamment en traversant un petit lac non identifié, jusqu’à la décharge (venant du Nord-Est) du lac Georges ;
- 1,6 km vers le Sud-Est en traversant quatre zones de marais et en traversant la partie Sud-Ouest du lac Maurice (longueur : 1,2 km ; altitude : 189 m) sur 0,3 km jusqu’à son embouchure. Note : ce lac encaissé entre les montagnes reçoit du côté Nord-Est la décharge du lac Blanchet ;

Cours inférieur de la rivière à la Dame (segment de 8,1 km
- 1,5 km vers le Sud en formant un grand S, en traversant deux zones de marais, et traversant le lac Mistago (longueur : 0,3 km ; altitude : 160 m) jusqu’à son embouchure. Note : ce lac reçoit du côté Est la décharge d’un ensemble de lacs dont le lac Brûlé ;
- 0,8 km vers le Sud-Ouest notamment en traversant un lac non identifié (longueur : 0,2 km ; altitude : 140 m), jusqu’à son embouchure ;
- 1,7 km vers le Sud en formant une courbe vers l’Ouest en contournant une montagne dont le sommet atteint 289 m, jusqu’à la décharge (venant du Nord-Ouest) d’un lac non identifié. Note : Ce lac reçoit par le Nord la décharge du Lac Castle ;
- 4,1 km vers le Sud en passant du côté Ouest au pied de montagnes dont le plus haut sommet à proximité atteint 272 m, en serpentant par endroits, puis en bifurquant vers le Sud-Ouest en serpentant en zone de marais, jusqu'à la confluence de la rivière[2].

L'embouchure de la rivière à la Dame se déverse en zone de marais dans un coude de rivière sur la rive Nord de la rivière du Sault aux Cochons dans le territoire non organisé de Lac-au-Brochet. Cette confluence de la rivière à la Dame située à :
- 55,2 km au Sud-Est du centre du village de Labrieville ;
- 22,7 km à l’Ouest de la confluence de la rivière du Sault aux Cochons et du fleuve Saint-Laurent ;
- 49,5 km au Sud-Ouest de l’embouchure de la rivière Betsiamites[2].

## Toponymie
Le terme « Dame » désigne le genre féminin. Ce toponyme est aussi associé aux deux lacs de tête de ce cours d’eau : lac à la Dame et Petit lac à la Dame.
Le toponyme "Rivière à la Dame" a été officialisé le 5 décembre 1968 à la Banque des noms de lieux de la Commission de toponymie du Québec, soit à la création de cette commission.